# Copitate
Ungulatele sau copitatele (Ungulata) reprezintă un supraordin de mamifere, având ultimele falange acoperite cu copite. În această grupă sunt incluși caii, zebrele, girafele. Se împart în paricopitate (biungulate, ordinul Artiodactyla) și imparicopitate (solipede).
Ordinul paricopitate cuprinde animale de dimensiuni mari sau mijlocii, ierbivore sau omnivore. Membrele lor anterioare au câte 2 sau 4 degete, acoperite cu copite. După modul de alimentare și structura stomacului și sistemului digestiv, ele se împart în rumegătoare și nerumegătoare. În această grupă sunt: vaca, capra, căprioara și hipopotamul.
Ordinul imparicopitate cuprinde mamifere, de dimensiuni mijlocii, ierbivore sau omnivore, copitate, pe membrele posterioare cărora există cu un deget mai mult adică 4, pe când pe cele anterioare sunt 3. Copitele imparicopitatelor sunt cu mult mai mari ca la paricopitate. Imparicopitate sunt caii, măgarii, tapirii, zebrele și rinocerii.

## Clasificarea
Ordinul Artiodactyla (paraxonia, paricopitate)
- Subordinul Suiformes

Familia Suidae (porci)
Familia Hippopotamidae (hipopotami)
Familia Tayassuidae (pecari)
- Subordinul Ruminantia

Familia Cervidae (cerbul)
Familia Bovidae
Familia Tragulidae (chevrotain)
Familia Moschidae (mosc)
Familia Giraffidae: (girafa și okapi)
Familia Antilocapridae (pronghorn)
Familia Camelidae: (cămile și lame)
Ordinul Perissodactyla (imparicopitate)
Familia Equidae (cai, măgari, zebre)
Familia Tapiridae (tapiri)
Familia Rhinocerotidae (rinoceri)

## Clasificarea după Victor Pop
În Zoologia vertebratelor a lui Victor Pop, 1962 ungulatele se clasifică în:
Superordinul Ungulate (Ungulata)
- Ordinul paraxone sau artiodactile (Paraxonia, Artiodactyla)

- Subordinul  suiforme  (Suiformes)

- Familia hipopotamide (Hippopotamidae)
- Familia suide (Suidae)

- Subordinul rumegătoare sau selenodonte (Ruminantia, Selenodonta)

- Superfamilia tilopode (Tylopoda)

- Familia camelide (Camelidae)

- Superfamilia elafoidee (Elaphoidea)

- Familia tragulide (Tragulidae)
- Familia moschide (Moschidae)
- Familia cervide (Cervidae)

- Superfamilia tauroidee (Tauroidea)

- Familia antilocapride (Antilocapridae)
- Familia bovide (Bovidae)
- Familia  girafide (Giraffidae)

- Ordinul perisodactile (Perissodactyla)

- Familia tapiride (Tapiridae)
- Familia rinocerotide (Rhinocerotidae)
- Familia ecvide (Equidae)

- Ordinul proboscidieni (Proboscidea)
- Ordinul hiracoidee (Hyracoidea)
- Ordinul sirenieni  (Sirenia)

- Familia trichechide (Trichechidae)
- Familia dugongide (Dugongidae)
- Familia ritinide (Rhytinidae)

- Ordinul tubulidentate (Tubulidentata)
- †Ordinul pantodonte (Pantodonta)
- †Ordinul dinocerate (Dinocerata)
- †Ordinul piroteriene (Pyrotheria)
- †Ordinul xenungulate (Xenungulata)
- †Ordinul embritopode (Embrithopoda)